# 24 Ore di Spa 1930
La 24 Ore di Spa 1930 è stata una corsa automobilistica di durata, settima edizione della 24 Ore di Spa svoltasi sul Circuito di Spa-Francorchamps di Spa, in Belgio, il 6 e 7 luglio 1930.

## La gara

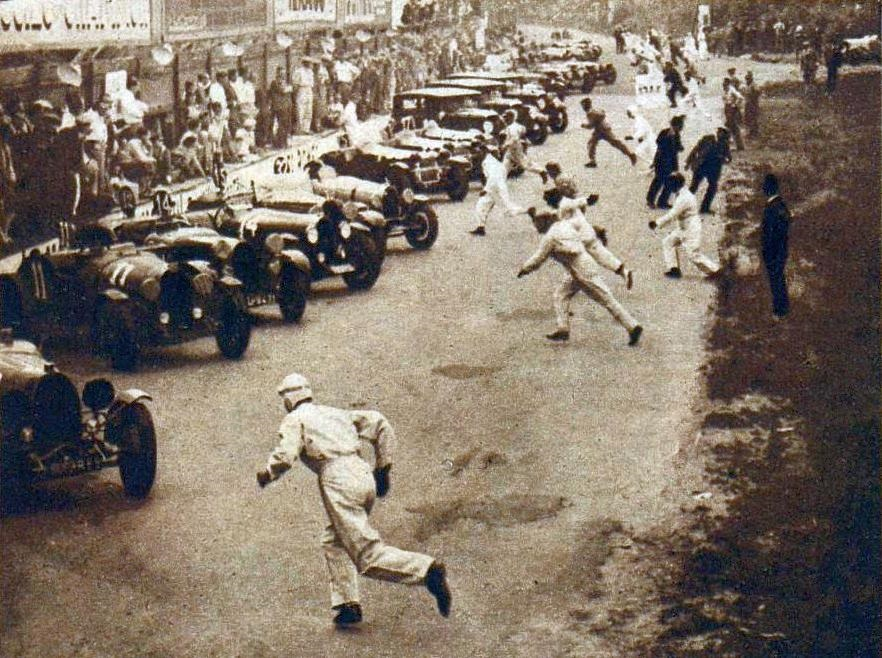
La partenza della 24 Ore di Spa 1930

Il team ufficiale Alfa Romeo ha vinto per la terza volta consecutiva la 24 ore di Spa-Francorchamps. Per il pilota ufficiale Attilio Marinoni è stata anche la terza vittoria assoluta consecutiva a Spa. Nel 1928 vinse insieme al russo in esilio Boris Iwanowski con l'Alfa Romeo 6C 1500 SS. L'anno successivo vinse con il socio Robert Benoist sull'Alfa Romeo 6C 1750 SS e nel 1930 con Pietro Ghersi sulla 6C 1750 SS GS.

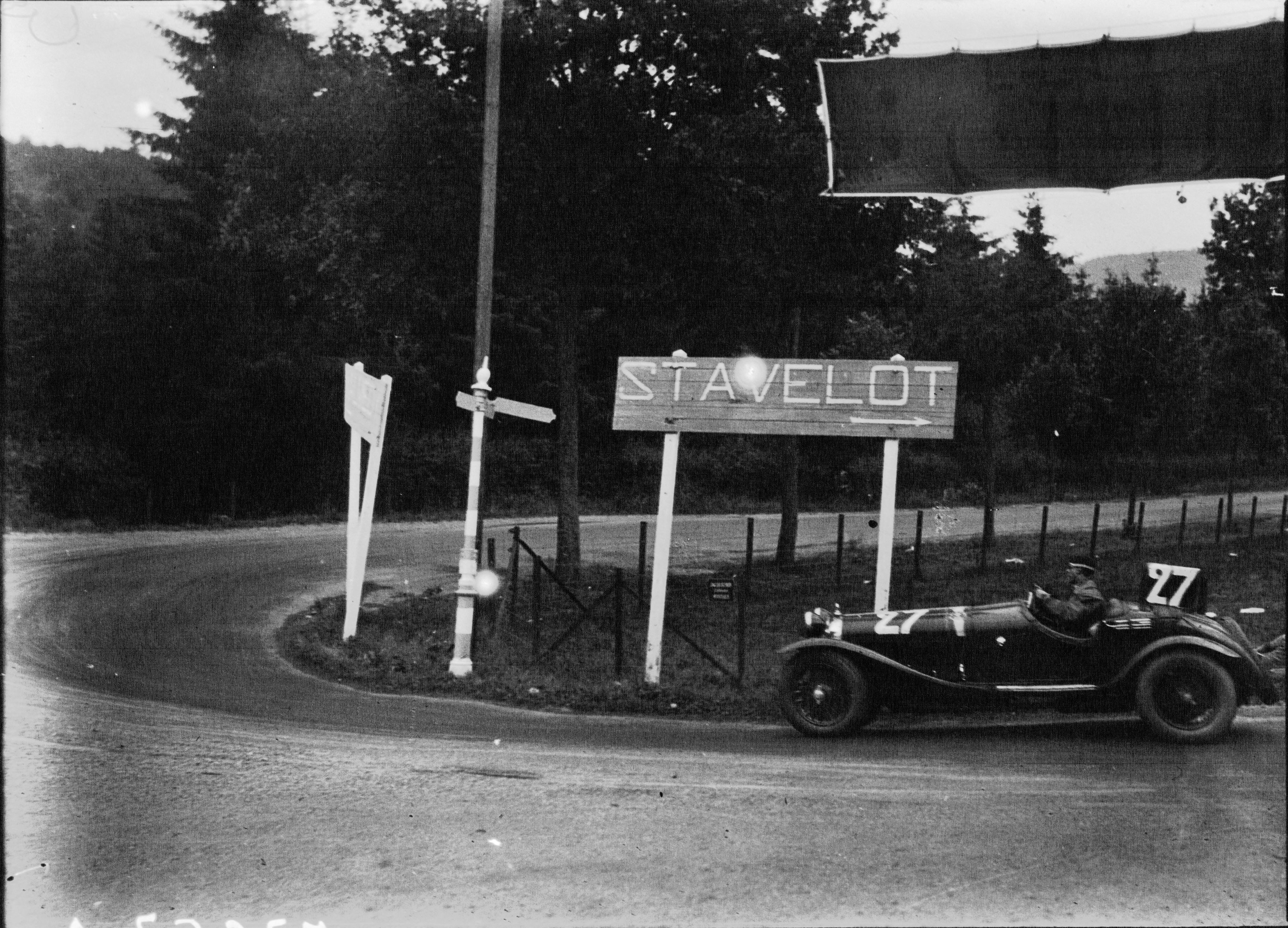
Boris Ivanowski sull'Alfa Romeo 6C 1750 GS, secondo classificato

La gara del 1930 ha avuto il traguardo più vicino finora. Dopo 24 ore di guida, la coppia vincente era a poche lunghezze di macchina dall'Alfa Romeo di Boris Ivanowski e Franco Cortese, seconda classificata. Carlo Canavesi e Goffredo Zehender, terzi classificati, hanno assicurato una tripla vittoria all'Alfa Romeo.

## Risultati

### Classifica finale[3][1]
I vincitori di ogni classe sono indicati in grassetto.
| Pos | Classe | N° | Team                            | Piloti                                | Telaio                | Giri |
| --- | ------ | -- | ------------------------------- | ------------------------------------- | --------------------- | ---- |
| 1   | 2.0    | 25 | Soc. Anon. Alfa Romeo           | Attilio Marinoni Pietro Ghersi        | Alfa Romeo 6C 1750 GS | 176  |
| 2   | 2.0    | 27 | Soc. Anon. Alfa Romeo           | Boris Iwanowski Franco Cortese        | Alfa Romeo 6C 1750 GS | 176  |
| 3   | 2.0    | 26 | Soc. Anon. Alfa Romeo           | Carlo Canavesi Goffredo Zehender      | Alfa Romeo 6C 1750 GS | 175  |
| 4   | 3.0    | 10 | Pierre Louis-Dreyfus            | Pierre Louis-Dreyfus Antoine Schumann | Bugatti T43           | 157  |
| 5   | +3.0   | 5  | Grand Garage Saint-Didier Paris | Henri Stoffel Henri de Costier        | Chrysler 75 Six       | 151  |
| 6   | +3.0   | 7  |                                 | Jacques Ogez                          | Delage D8             | 149  |
| 7   | 3.0    | 21 | Helaers                         | Helaers Maurice Vasselle              | Hotchkiss AM80        | 142  |
| 8   | +3.0   | 18 |                                 | Hommel van Howe                       | DeSoto                | 139  |
| 9   | 1.1    | 38 | Bollack, Netter et Cie          | Michel Doré Jean Treunet              | B.N.C. Tipo 527       | 139  |
| 10  | 1.5    | 32 |                                 | Alphonse Evrard Jean Trasenster       | Bugatti T37           | 138  |
| 11  | 1.1    | 33 | Société des Automobile Ariès    | Arthur Duray Robert Laly              | Ariés CC4             | 131  |
| 12  | 1.5    | 31 |                                 | Franz Breyre Mues                     | Chenard & Walcker     | 129  |
| 13  | 1.1    | 36 | SA des Automobiles Tracta       | Louis Debeugny Hector Vasena          | Tracta A28            | 126  |
| 14  | 1.1    | 39 | Bollack, Netter et Cie          | André Sirejols Manuel                 | B.N.C. Tipo 527       | 125  |
| 15  | 3.0    | 17 |                                 | Jean Pesato André Morel               | DeSoto                | 124  |
| 16  | 1.1    | 43 | Francis Samuelson               | Francis Samuelson Freddy Kindell      | MG Midget M-Type      | 122  |
| 17  | 2.0    | 28 | Automobiles Impéria             | Frédéric Théllusson Jacques Ledure    | Impéria               | 116  |
| 18  | 2.0    | 29 | Automobiles Impéria             | Dierickx Lambert                      | Impéria               | 116  |
| 19  | 2.0    | 30 | Automobiles Impéria             | Fauconnier Claessens                  | Impéria               | 116  |
| 20  | 1.1    | 42 | Automobiles Rally               | Emile Cuvelier Villain                | Rally                 | 111  |
| 21  | 1.1    | 46 |                                 | Remond Dumoret-Vanhoff                | SCAP                  | 95   |
| Rit | 3.0    |    | Joseph Reinartz                 | Joseph Reinartz Maurice Minsart       | Bugatti               |      |
| Rit | 3.0    |    |                                 | Vasipol Billy                         | Salmson               |      |
| Rit |        |    |                                 | Orban Demoulin                        | Bugatti               |      |
| Rit | 1.1    |    |                                 | Ingels                                | Tracta                |      |
| Rit | 1.1    |    |                                 | Franz Gouvion                         | Tracta                |      |
| Rit | 3.0    |    |                                 | Emile Cornil                          | Georges Irat          |      |
| Rit | 3.0    |    |                                 | Geo Franz                             | Amilcar               |      |
| Rit | +3.0   |    | Grand Garage Saint-Didier Paris | Renard Barthélemy Bruyère             | Chrysler 75 Six       |      |
| Rit | 3.0    |    |                                 | Ernest André Abel Blin d'Orimont      | Bugatti T43           |      |
| Rit | 3.0    |    |                                 | Alphonse Evrard de Thys               | Bugatti               |      |
| Rit | 3.0    |    |                                 | Ufa Moulin                            | Tracta                |      |
| Rit | 3.0    |    | Guy Bouriat                     | Louis Chiron Guy Bouriat              | Bugatti T43           |      |
| NP  |        |    |                                 | M. Lhonneux                           | Renault               |      |

## Statistiche
- Lunghezza percorso – 14,914 km
- Giri totali della squadra vincente – 176
- Media vincente – 109,360 km/h
- Giro più veloce in gara – Guy Bouriat